# Щекичин
Щекичин (укр. Щекичин) — село в Великомежиричской сельской общине Ровненского района Ровненской области Украины.
До 2020 года входило в Корецкий район.
Население по переписи 2001 года составляло 842 человека. Почтовый индекс — 34720. Телефонный код — 3651.